# برادران سوپر ماریو: ماموریت بزرگ نجات پرنسس پیچ!
برادران سوپر ماریو: ماموریت بزرگ نجات پرنسس پیچ! یک پویانمایی کمدی ماجراجویی ژاپنی محصول سال ۱۹۸۶ می‌باشد که بر اساس بازی ویدئویی برادران سوپر ماریو ساخته شده‌است. این پویانمایی به کارگردانی ماسامی هاتا و تهیه‌کنندگی ماساکاتسو سوزوکی و تسونماسا هاتانو ساخته شده‌است که حول محور شخصیت‌های ماریو و لوئیجی می‌چرخد که به جستجو برای نجات پرنسس پیچ از دست کینگ کوپا می‌روند.